# Americobdella valdiviana
Americobdella valdiviana ist der Name einer Art landlebender Egel, die gleichzeitig die einzige Art der Gattung Americobdella und der Familie Americobdellidae darstellt. Der große Egel, lokal in seinem Verbreitungsgebiet im südlichen Chile Liguay genannt, frisst verschiedene bodenlebende Kleintiere, insbesondere Regenwürmer. Er vereint Merkmale der Schlundegel und Kieferegel und gilt als basale Gruppe der Rüssellosen Egel.

## Merkmale
Americobdella valdiviana hat einen großen Körper mit einem ovalen Querschnitt. Der Egel wird in der Regel etwa 20 cm lang und 1,5 cm breit, doch können auch Längen von bis zu 30 cm erreicht werden. Wie alle Gürtelwürmer ist er ein Zwitter. Ein Individuum von 184 mm Länge, 15 mm maximaler Breite und 8 mm Breite am After maß bis zur männlichen Geschlechtsöffnung 34 mm bei einer dortigen Breite von 12 mm und hatte einen 5 mm langen vorderen Saugnapf sowie einen hinteren Saugnapf mit einem Durchmesser von 6,5 mm. Ein 206 mm langes Individuum war bis 14 mm breit und an der breitesten Stelle 10,5 mm dick und hatte einen hinteren Saugnapf mit einem Durchmesser von 5,5 mm.
Philippi zählte an den von ihm untersuchten Individuen rund 92 äußere Ringel. Der Körper ist im vorderen Abschnitt schmal und zylindrisch, dabei allmählich an Breite zunehmend, im mittleren Abschnitt annähernd viermal so breit und zweimal so dick wie vorn und im hinteren, längsten Abschnitt wieder etwas schmaler mit annähernd parallelen Rändern, nach hinten hin sich verjüngend und am Ende abgerundet, ganz zum Schluss hin annähernd abgestutzt. Der Rücken des Egels ist konvex, der Bauch flach. Der Abschnitt mit den Genitalien und davor ist durch seine dicke Muskelschicht fest und robust. Der vordere Saugnapf wird vom ersten bis zum fünften Segment gebildet.
Der Egel hat einen breiten Mund mit einer vorragenden und abgerundeten, mit kleinen weißen Papillen bedeckten Vorderlippe ohne ventrale Medianfurche, die umgebogen und zurückgezogen werden kann. Die vom verwachsenen vierten und fünften Ringel gebildete Hinterlippe weist Runzeln und Falten auf.
Die männliche Geschlechtsöffnung ist im 11. Segment (B5/B6) und die weibliche im 12. Segment (B5 bei der Furche B5/B6). Es sind 17 Paar Nephridienausgänge vorhanden. Der hintere Saugnapf ist klein und wird nicht einmal ganz halb so breit wie die maximale Breite des Tieres. Wie die Ringel ist er rückenseitig mit kleinen weißen Papillen bedeckt.
Während Philippi an den Egeln keine Augen fand, zählte Raúl A. Ringuelet 6 Paar rudimentäre Augen, und zwar die ersten beiden Paare im 2. Segment, das dritte im 3., das vierte im 4. und das fünfte und sechste im 5. und 6. Segment. Die Mundhöhle reicht bis zum 4. Segment und ist durch eine Ringfalte abgegrenzt. Der breite, massive, spindelförmige Pharynx reicht vom 4. bis zum 12. Segment und hat eine stark muskulöse Wand. Er ist nach hinten durch einen kräftigen Sphinkter abgegrenzt. Der darauf folgende Darmabschnitt ist ein enges Rohr mit fast einheitlichem Durchmesser und reicht vom 13. bis zum 19. Segment, zwischen denen fünf Schließmuskeln sitzen, davor jeweils flankiert von einem kleinen Paar Blindsäcken und dahinter mit einem Paar noch kleinerer Blindsäcke.
Die äußerlich nicht erkennbaren Segmente haben im mittleren Körperabschnitt 5 äußere Ringel pro Segment. Der Schlund ist kieferlos. Die Hoden sind großenteils baumartig angeordnet. Das unpaare männliche Atrium ist halbkugelig oder birnförmig und mündet zusammen mit einer Bursa copulatrix in der männlichen Geschlechtsöffnung nach außen. Von beiden Seiten münden in die Prostata-Kammer des männlichen Atriums die beiden Ductūs ejaculatorii, und an seinem bauchseitigen Ende befindet sich ein kleiner ausstülpbarer muskulöser Penis. Die Eierstöcke sind wie bei den Rollegeln röhrenförmig und münden über ausgedehnte Eileiter in der weiter hinten gelegenen weiblichen Geschlechtsöffnung nach außen.

## Verbreitung
Americobdella valdiviana lebt am Grunde feuchter Wälder gemäßigten Klimas im südlichen Chile um die Stadt Valdivia, wurde aber auch in dortigen Binnengewässern gefunden.

## Ernährung
Untersuchungen des Darminhaltes haben ergeben, dass Regenwürmer eine wichtige Nahrungsgrundlage von Americobdella valdiviana bilden, doch wurden in einem Fall auch Wasserkäfer (Hydrophilidae) im Darm des Egels gefunden.

## Systematik
Americobdella valdiviana wurde 1872 von dem deutsch-chilenischen Zoologen Rudolph Amandus Philippi unter dem Namen Macrobdella valdiviana erstbeschrieben. Der mexikanische Zoologe Eduardo Caballero y Caballero stellte 1956 sowohl die monotypische Gattung Americobdella als auch die monotypische Familie Americobdellidae auf. Die Art erhielt somit den Namen Americobdella valdiviana.